# Quarto Cerco de Gibraltar
O Quarto Cerco de Gibraltar, ocorrido de junho a agosto de 1333, colocou o exército cristão sob o comando do rei Afonso XI de Castela contra um grande exército mouro liderado por Maomé IV de Granada e Abu Maleque de Fez. Seguiu-se imediatamente ao Terceiro Cerco de Gibraltar, travado no início do ano. Começou de forma desfavorável com um desembarque desastroso das forças castelhanas no lado oeste de Gibraltar, antes de evoluir para um impasse em que nenhum dos lados tinha força para capturar Gibraltar, nem para romper ou levantar o cerco.
Ambos os lados enfrentaram escassez aguda de alimentos — a guarnição de Gibraltar foi cortada de reabastecimento, enquanto os castelhanos, nas profundezas do território inimigo, só podiam ser reabastecidos por uma rota marítima não confiável. Após dois meses de guerra de cerco inconclusiva, os castelhanos e mouros chegaram a um acordo de trégua que permitiu a ambos os lados uma saída honrosa do cerco. Embora os mouros tenham conseguido manter Gibraltar, a trégua custou a Maomé IV sua vida quando foi assassinado por nobres descontentes no dia seguinte a sua assinatura.

## Começo do cerco
Gibraltar foi governado pela Coroa de Castela entre 1309 e 1333, após ter estado em mãos muçulmanas por quase 600 anos. O sultão merínida Alboácem Ali ibne Otomão aliou-se a seu homólogo granadino, Maomé IV, para montar um cerco à cidade fortificada entre fevereiro e junho de 1333. A guarnição castelhana resistiu por mais de quatro meses, mas a fome a forçou a capitular apenas uns poucos dias antes que uma força de socorro comandada pelo rei castelhano, Afonso XI, chegasse.
Afonso já tinha uma frota na baía de Gibraltar sob o comando do almirante Afonso Godofredo Tenório. A marcha de seu exército por terra a partir de Xerez da Fronteira foi interrompida por disputas com seus nobres, que teve de persuadir a continuar após a notícia da queda de Gibraltar em 20 de junho. Salientou que os mouros ainda não teriam assegurado a sua posição na fortaleza; ainda estariam fazendo um balanço, reparando os danos que haviam causado às fortificações e reprovisionando a nova guarnição. Não havia tempo a perder pressionando um contra-ataque.
Os castelhanos deixaram o acampamento junto ao rio Guadalete, perto de Xerez, e marcharam primeiro para Alcalá de los Gazules, tomando a rota direta mas montanhosa para Gibraltar. Em 26 de junho, alcançaram Castellar de la Frontera na parte superior do rio Guadarranque [es] e marcharam pela margem esquerda do rio em direção à antiga cidade romana de Carteia, na cabeceira da baía de Gibraltar. Uma força moura de 6 000 homens da vizinha Algeciras sob o comando de Abu Maleque os seguiu em terreno mais baixo perto da costa. Afonso se manteve no terreno elevado da Serra Carbonera, de onde os mouros tentaram atraí-lo para uma emboscada enquanto seu exército descia a encosta em direção a Gibraltar. O rei castelhano percebeu as intenções dos mouros e preparou uma armadilha para eles. Enviou sua retaguarda diretamente encosta abaixo enquanto sua cavalaria, arqueiros e lanceiros flanqueavam os mouros abrindo caminho através da floresta nas encostas da montanha. Previu que os mouros buscariam ganhar a crista, de onde desceriam para atacar a retaguarda. Seus flanqueadores, por sua vez, ocupariam a crista recém-desocupada, imprensando os mouros entre duas forças castelhanas. A previsão do rei sobre a estratégia dos mouros provou ser precisa e foram derrotados, perdendo 500 homens.
Apesar das ordens de Afonso de que seus homens não perseguissem os mouros em retirada para além do Guadarranque, um grande contingente desobedeceu e avançou para o rio seguinte, o Palmones. Os castelhanos quase caíram no desastre quando uma nova força moura emergiu de Algeciras, mas foi salva pela força naval de Afonso, que remou até o Palmones para bloquear os mouros. Ao cair da noite, os dois lados se separaram, com os mouros retornando a Algeciras e os castelhanos acampando no lado leste do Guadarranque.

## Tentativa de atracar em Gibraltar
A indisciplina também condenou a primeira tentativa de Afonso de assaltar Gibraltar. Suas tropas foram transportadas pelas galés do almirante Godofredo às areias vermelhas, no lado sul mal fortificado de Gibraltar. No entanto, os comandantes de campo de Afonso — Rui Lopes e Fernando Yañez de Meira — não conseguiram controlar suas tropas ou coordenar seus desembarques. A primeira onda de castelhanos deveria cobrir o desembarque da segunda onda, após o que toda a força tomaria posições de cerco em ambos os lados da cidade. Em vez disso, a primeira onda ignorou suas ordens e avançou pela encosta do rochedo de Gibraltar na tentativa de chegar ao Castelo Mourisco [en]. Como a segunda onda atracou sem cobertura, a guarnição mourisca lançou uma investida e apanhou os castelhanos a aterrar na praia. Muitos foram mortos lá, forçando o restante a recuar e isolando cerca de 1 500 homens ainda nas encostas superiores. Os mouros posicionaram-se para bloquear qualquer desembarque posterior, lançando flechas nos barcos que se aproximavam e na cavalaria alinhada para lidar com qualquer castelhano que chegasse à costa. Lopes e de Meira foram mortos.
Afonso agora enfrentava um sério dilema. Um vento persistente de  levante [es] impediu que seus navios de reabastecimento entrassem na baía e seu exército agora tinha apenas um dia de rações sobrando. Relutantemente concordou com a insistência de seus nobres de que deveriam se retirar para o território castelhano, abandonando os homens deixados na rocha, que deveriam "tomar sua posição em tudo o que Deus desejasse dar a eles". No entanto, a situação mudou novamente apenas alguns quilômetros após a retirada de sua base em Carteia. Os relatos diferem quanto ao que aconteceu; alguns dizem que Afonso persuadiu seus nobres de que seria desonroso abandonar os homens presos, enquanto outros dizem que os ventos mudaram no último minuto e permitiram que os navios de reabastecimento afinal entrassem na baía. O que quer que tenha acontecido, é evidente que os castelhanos marcharam de volta à sua posição original para retomar o ataque a Gibraltar.
Foi decidido que o mesmo plano de ataque seria usado novamente, mas executado com mais competência desta vez. Comandantes mais experientes — Dom Jaime de Xérica e os irmãos Laso e Sancho de Roxas — foram encarregados de um novo ataque às Areias Vermelhas. Os castelhanos procuraram subjugar os mouros apressando-os em massa, utilizando todos os pequenos barcos à sua disposição para transportar soldados, besteiros e até cavalaria com os seus cavalos. Enquanto os besteiros davam cobertura, os cavaleiros selaram e conduziram as forças mouriscas na praia de volta ao interior das muralhas da cidade. Ao mesmo tempo, o almirante Godofredo tentou destruir as galeras mouriscas ancoradas no estaleiro de Gibraltar. Seu movimento falhou, pois os mouros haviam construído um telhado pesado sobre o estaleiro para proteger os navios de bombardeios e colocaram enormes barreiras de madeira na entrada para evitar que os inimigos tivessem acesso. O ataque naval foi rechaçado com grande perda de vidas, mas Godofredo conseguiu estabelecer um bloqueio efetivo das rotas marítimas de Gibraltar.

## Bombardeiro e impasse
Os castelhanos cavaram em torno de Gibraltar para sitiar do sul, do terreno elevado do Rochedo Superior e do istmo ao norte, onde Afonso permaneceu com sua força principal. O rei esperava retomar a cidade em um contra-ataque rápido, mas agora enfrentava um cerco prolongado. Consequentemente, começou a demolir as fortificações da cidade com seis catapultas que trouxera de Sevilha, três das quais foram içadas por cordas do istmo até o Rochedo Superior, de onde podiam contemplar toda a cidade. O Castelo Mourisco foi fortemente bombardeado e seriamente danificado, enquanto os almogávares castelhanos procuraram minar a sua estrutura por baixo. Os defensores infligiram baixas atirando pedras sobre os parapeitos e queimando piche nos atacantes, destruindo algumas das máquinas de cerco.
Ambos os lados enfrentaram duras condições no cerco. Os mouros estavam morrendo de fome progressivamente, mas os castelhanos também tinham problemas de abastecimento. Estavam dentro do território inimigo e dependiam inteiramente do reabastecimento do mar, que dependia dos ventos e das marés estarem corretas. A comida era escassa para os dois lados. Alguns castelhanos tentaram desertar para o lado mouro, mas foram escravizados e vendidos em Algeciras por um preço equivalente a um oitavo do valor de uma vaca. As coisas pioraram para os castelhanos quando o exército de Maomé IV marchou em direção a Gibraltar com a aparente intenção de socorrer a guarnição sitiada. Afonso retirou seu próprio exército para o istmo imediatamente ao norte de Gibraltar e fez uma vala defensiva cavada bem em frente a ele. Isso dissuadiu com sucesso Maomé IV de atacar, mas interrompeu o fornecimento de lenha aos castelhanos nas colinas da Serra Carbonera; daí em diante, tinham que comer seus alimentos crus.
O cerco agora se transformou em um impasse. Os mouros não foram fortes o suficiente para fugir de Gibraltar, nem para atacar os castelhanos do norte através de sua vala. Também não tinham o poder naval necessário para flanquear os castelhanos por mar ou para quebrar o bloqueio naval de Gibraltar, que estava deixando a guarnição à beira da fome. Os castelhanos não tiveram forças nem para atacar Gibraltar nem para expulsar as tropas de Maomé IV na Serra Carbonera. Afonso também recebeu a notícia de que três nobres poderosos — João Nunes III de Lara [es], João Afonso de Haro [es] e João Manuel, Príncipe de Vilhena — se revoltaram contra ele e estavam devastando as terras do próprio rei. Ambos os lados descobriram que tinham razões urgentes para chegar a um acordo de paz.
O acordo que acabou sendo assinado em 24 de agosto de 1333 foi baseado em uma proposta mourisca de uma trégua de quatro anos e um tributo anual de 10 000 dobrões a serem pagos a Castela. Em troca, os mouros deveriam ter permissão para comprar óleo e gado do território castelhano, e Afonso e seu exército recebiam salvo-conduto através do território mouro a caminho de casa. O rei castelhano aceitou e selou o acordo pessoalmente com Maomé IV em um jantar suntuoso no qual trocou presentes com seu homólogo mouro. Diz-se que Maomé deu a Afonso uma espada com bainha de ouro cravejada de esmeraldas, rubirubis e safiras e um capacete com dois rubis "do tamanho de castanhas", enquanto Afonso deu a Maomé um tipo de gibão [es]. Enquanto os castelhanos se preparavam para a retirada, as forças de Abu Maleque voltaram a Algeciras e Maomé IV fez os preparativos para voltar a Granada. Na noite após a assinatura do acordo de paz, Maomé IV foi assassinado por dois de seus nobres que estavam zangados porque o sultão havia comido com um cristão e temiam que tivesse se convertido ao cristianismo. O assassinato não impediu os castelhanos de se retirarem com segurança, mas resultou em novas hostilidades por um tempo, enquanto o novo sultão granadino, Iúçufe I, tentava estabelecer sua autoridade.